# Bitterblue (песня)
«Bitterblue» (с англ. — «Горькая печаль») — песня, записанная валлийской певицей Бонни Тайлер для одноимённого студийного альбома. Песня была выпущена как лид-сингл 7 октября 1991 года. Автором и продюсером песни стал Дитер Болен, источником вдохновения для него послужила песня «Rhythm of My Heart» Рода Стюарта, также в песне использованы элементы шотландской народной музыки, в частности задействованы волынка и аккордеон.
Песня стала хитом в Европе. В Норвегии песня дебютировала под номером 7 и оставалась в топ-10 на протяжении шестнадцати недель, достигнув своего пика на второй строчке в четвертую неделю пребывания, но не смогла возглавить чарт из-за песни Майкла Джексона «Black or White». В Австрии песня добралась до пятого места.

## Список композиций
- Maxi CD

1. «Bitterblue» (Radio Mix) — 3:48
2. «Bitterblue» (True Blue Mix) — 5:47
3. «Too Hot» — 3:26
4. «Whenever You Need Me» — 3:35

- European 7" single

1. «Bitterblue» (Radio Mix) — 3:48
2. «Too Hot» — 3:26

- German 12" single

1. «Bitterblue» (True Blue Mix) — 5:47
2. «Too Hot» — 3:26
3. «Bitterblue» (Radio Mix) — 3:48

## Чарты
| Чарт (1991)                     | Пиковая позиция |
| ------------------------------- | --------------- |
| Австрия (Ö3 Austria Top 40)     | 5               |
| Германия (GfK)                  | 17              |
| Норвегия (VG-lista)             | 2               |
| Швейцария (Schweizer Hitparade) | 11              |